# Världscupen i alpin skidåkning 2008/2009
Världscupen i alpin skidåkning 2008/2009 var den 43:e säsongen av världscupen i alpin skidåkning och startade den 25 oktober 2008 med damernas storslalom i Sölden, Österrike. Säsongen avslutades med deltävlingar i Åre den 11-15 mars 2009. Lindsey Vonn från USA vann världscupen för damer medan Aksel Lund Svindal från Norge vann herrarnas.

## Tävlingskalender

### Herrar
För placering 4-10, klicka på "Visa".

### Lagtävling
För placering 4-5, klicka på "Visa".

### Damer
För placering 4-10, klicka på "Visa".

## Slutställning

### Totalt
| Damer | Herrar |

| Position | Namn             | Poäng |
| -------- | ---------------- | ----- |
| 1.       | Lindsey Vonn     | 1.788 |
| 2.       | Maria Riesch     | 1.424 |
| 3.       | Anja Pärson      | 1.059 |
| 4.       | Kathrin Zettel   | 1.046 |
| 5.       | Tanja Poutiainen | 914   |

| Position | Namn                 | Poäng |
| -------- | -------------------- | ----- |
| 1.       | Aksel Lund Svindal   | 1.009 |
| 2.       | Benjamin Raich       | 1.007 |
| 3.       | Didier Cuche         | 919   |
| 4.       | Ivica Kostelić       | 891   |
| 5.       | Jean-Baptiste Grange | 887   |

### Slalom
| Damer | Herrar |

| Position | Namn             | Poäng |
| -------- | ---------------- | ----- |
| 1.       | Maria Riesch     | 670   |
| 2.       | Sarka Zahrobska  | 459   |
| 3.       | Lindsey Vonn     | 440   |
| 4.       | Tanja Poutiainen | 406   |
| 5.       | Sandrine Aubert  | 325   |

| Position | Namn                 | Poäng |
| -------- | -------------------- | ----- |
| 1.       | Jean-Baptiste Grange | 541   |
| 2.       | Ivica Kostelić       | 454   |
| 3.       | Julien Lizeroux      | 419   |
| 4.       | Manfred Pranger      | 415   |
| 5.       | Reinfried Herbst     | 396   |

### Storslalom
| Damer | Herrar |

| Position | Namn             | Poäng |
| -------- | ---------------- | ----- |
| 1.       | Tanja Poutiainen | 508   |
| 2.       | Kathrin Zettel   | 501   |
| 3.       | Tina Maze        | 368   |
| 4.       | Elisabeth Görgl  | 333   |
| 5.       | Manuela Mölgg    | 301   |

| Position | Namn                  | Poäng |
| -------- | --------------------- | ----- |
| 1.       | Didier Cuche          | 474   |
| 2.       | Benjamin Raich        | 462   |
| 3.       | Ted Ligety            | 421   |
| 4.       | Massimiliano Blardone | 325   |
| 5.       | Aksel Lund Svindal    | 260   |

### Super-G
| Damer | Herrar |

| Position | Namn            | Poäng |
| -------- | --------------- | ----- |
| 1.       | Lindsey Vonn    | 461   |
| 1.       | Nadia Fanchini  | 416   |
| 3.       | Fabienne Suter  | 408   |
| 3.       | Anja Pärson     | 251   |
| 5.       | Andrea Dettling | 221   |

| Position | Namn                | Poäng |
| -------- | ------------------- | ----- |
| 1.       | Aksel Lund Svindal  | 292   |
| 2.       | Werner Heel         | 256   |
| 3.       | Didier Defago       | 242   |
| 4.       | Hermann Maier       | 231   |
| 5.       | Christof Innerhofer | 168   |

### Störtlopp
| Damer | Herrar |

| Position | Namn               | Poäng |
| -------- | ------------------ | ----- |
| 1.       | Lindsey Vonn       | 100   |
| 2.       | Andrea Fischbacher | 80    |
| 3.       | Maria Riesch       | 60    |
| 4.       | Dominique Gisin    | 50    |
| 5.       | Nadia Fanchini     | 45    |

| Position | Namn                   | Poäng |
| -------- | ---------------------- | ----- |
| 1.       | Michael Walchhofer     | 470   |
| 2.       | Klaus Kröll            | 424   |
| 3.       | Didier Defago          | 363   |
| 4.       | Aksel Lund Svindal     | 356   |
| 5.       | Manuel Osborne-Paradis | 323   |

### Kombination
| Damer | Herrar |

| Position | Namn            | Poäng |
| -------- | --------------- | ----- |
| 1.       | Anja Pärson     | 205   |
| 2.       | Lindsey Vonn    | 180   |
| 3.       | Kathrin Zettel  | 162   |
| 4.       | Maria Riesch    | 150   |
| 5.       | Elisabeth Görgl | 113   |

| Position | Namn              | Poäng |
| -------- | ----------------- | ----- |
| 1.       | Carlo Janka       | 242   |
| 2.       | Silvan Zurbriggen | 231   |
| 3.       | Romed Baumann     | 169   |
| 4.       | Ivica Kostelić    | 166   |
| 5.       | Benjamin Raich    | 165   |